# New York, Ontario and Western Railway
Le New York, Ontario and Western Railway (sigle de l'AAR: OW), plus couramment connu sous les initiales NYO&W ou O&W, était un chemin de fer régional américain de classe I du Nord-Est des États-Unis. Il fut créé par DeWit C. Littlejohn en 1868 sous le nom de New York and Oswego Midland Railroad. Sa ligne principale partait de Weehawken, New Jersey dans la grande agglomération de New York pour atteindre la ville portuaire d'Oswego, sur les rives du lac Ontario. Il avait des embranchements vers Sranton; Kingston; Port Jervis; Delhi; Utica et Rome. La portion au sud de Cornwall était exploitée grâce à des droits de passages sur le West Shore Railroad, filiale du New York Central Railroad. Un juge spécialisé dans les banqueroutes ordonna la liquidation de la compagnie le 29 mars 1957. L'O&W fut la première grande compagnie américaine  à être abandonnée dans sa totalité.

## Histoire

### Les origines
Ce chemin de fer fut organisé par le dynamique politicien d'Oswego, De Witt Clinton Littlejohn en 1868 sous le nom de New York & Oswego Midland railroad. Son concept de route desservant des zones vierges de tout chemin de fer à travers le nord-ouest de l'État de New York semblait logique. La construction à travers les Appalaches pour relier des villes de moyennes importances nécessita des rampes escarpées, des ponts très hauts et d'énormes remblais. Il fit banqueroute en 1873, un mois après son achèvement, à cause des coûts de construction énormes.
En 1880, il fut réorganisé en New York Ontario & Western Railway (NYO&W) qui hérita de l'axe New York-Oswego et des embranchements vers Ellenville, Dehli et New Berlin. Dans le but d'améliorer sa liaison Middletown-New York, le NYO&W négocia un droit de passage sur la portion Cornwall-Weehawken, New Jersey auprès du New York West Shore & Buffalo Railway. En effet ce dernier issu de la fusion de plusieurs compagnies en février 1880, proposait une ligne plus rapide entre la région de New York et Buffalo ; mais il fit faillite en 1885 et fut racheté par le New York Central Railroad de Cornelius Vanderbilt. Heureusement le NYO&W fut autorisé à poursuivre l'utilisation de la portion Cornwall-Weehawken.
En 1886, le NYO&W racheta l'Utica & Bringhamton Railroad et le Rome & Clinton Railroad au Delaware & Hudson Canal Company. Avec ces acquisitions et la construction d'une nouvelle ligne vers Sylvan Beach sur la rive est d'Oneida, le NYO&W put élargir ses activités vers de nouveaux marchés; le Sylvan Beach Loop devint un axe saisonnier significatif donnant accès à la région touristique située au centre de l’État de New York. En 1889, le NYO&W ajouta deux nouveaux embranchements, de New Berlin à Edmeston, et de Port Jervis à Monticello (se reliant à la ligne principale à Summitville).
L'extension la plus significative eut lieu en 1890, lorsque le NYO&W construisit un embranchement de 87 km entre Cadosia et Scranton (Pennsylvanie), vers les riches réserves d'anthracite de la Lackawanna Valley en Pennsylvanie. Cela renforça les revenus de la compagnie, et apporta les moyens nécessaires pour de futures améliorations.
Le New York, New Haven and Hartford Railroad, dirigé par la gestion boulimique de J.P.Morgan, prit le contrôle du NYO&W. Le président du New Haven, Charles Sanger Mellen, fut également nommé président du O&W pour un an. Des difficultés récurrentes empêchèrent les plans de Mellen qui consistaient à échanger l'O&W au New York Central en échange d'autres concessions.
Au début des années 1930, les revenus de l'O&W dépendaient à plus de 50 % du charbon.

### Le déclin
Le réseau rural du O&W devait faire face à la baisse de l'utilisation du charbon, et à des modifications de l'économie des États-Unis. Les entreprises se déplaçaient vers le Sud, l'Ouest et le Sud-Ouest du pays. Les chemins de fer se développaient vers les régions céréalières du Midwest. Les populations se rapprochaient des grandes métropoles. De plus, la concurrence des autoroutes priva la compagnie de nombreux voyageurs, en particulier des vacanciers vers les montagnes Catskill. La compagnie se mit volontairement en banqueroute en 1937. La fin du charbon et l'arrêt de l'acheminement des produits périssables du Nord de l'État vers New York, affaiblit davantage l'O&W. La compagnie était surnommée par les locaux, la "Old & Weary" (vieille et fatiguée) ou la "Old Woman". La liquidation finale eut lieu le 29 mars 1957. Le réseau de cette compagnie de classe I, a la particularité d'avoir totalement disparu du paysage ferroviaire. Aucune compagnie ne souhaitant reprendre ses lignes. De nos jours, il existe périodiquement des excursions en autocars pour montrer ce qui reste de spectaculaire sur la ligne.

## Le réseau
La ligne principale reliait Weehawken (New Jersey) à Oswego (New York), ville portuaire sur le lac Ontario. Il y avait des embranchements vers Scranton (Pennsylvanie), Kingston (New York), Port Jervis, NY, Dehli, NY, Utica, NY, et Rome, NY. La portion au sud de Cornwall, NY était exploitée grâce à des droits de passage sur le West Shore Railroad, filiale du New York Central.

## Les premières locomotives
Au cours du XIXe siècle, les locomotives recevaient un nom de baptême. Le Oswego Midland attribuait les noms des villes ou des comtés qui avaient apporté leurs soutiens financiers. La première machine produite par  Rhode Island Locomotive Works en avril 1869, fut appelée "Oswego"; cette ville était le terminus nord du réseau, mais aussi le lieu de résidence du président de la compagnie, DeWitt C. Littlejohn. Cette locomotive de type 4-4-0 pesant 29 tonnes resta en service jusqu'en 1887.
Le parc des locomotives du Midland entre 1869 et 1874, comprenait 97 machines. Lors de la faillite du Midland en 1880, 14 machines furent vendues. La dernière locomotive du Midland qui fut retirée du service par l'O&W fut la n°95 construite par Rhode Island Works. Cette classe K de type 2-6-0, appelée "Mountain View", faisait partie des dernières machines délivrées au Midland entre juillet et août 1873. En août 1918, elle fut vendue au Southern Iron and Equipment Company après 44 ans de service.

## Traduction
- (en) Cet article est partiellement ou en totalité issu de l’article de Wikipédia en anglais intitulé « New York, Ontario and Western Railway » (voir la liste des auteurs).